# Guzmania glomerata
Guzmania glomerata är en gräsväxtart som beskrevs av Carl Christian Mez och Karl Carl Wercklé. Guzmania glomerata ingår i släktet Guzmania och familjen Bromeliaceae. Inga underarter finns listade i Catalogue of Life.